# ROX (televisieserie)
ROX is een Belgische jeugdserie die geproduceerd werd door Studio 100. De serie draait om drie superhelden (Rick, Olivia en Xavier), elk met hun eigen talenten, die samen met hun hoogtechnologische auto ROX worden ingeschakeld om in het grootste geheim misdaden op te lossen. 
Rox kwam in 2011 voor het eerst op de buis en wordt in Vlaanderen uitgezonden op Ketnet en in heel België op Studio 100 TV. In 2015 is Rox te zien in de langspeelfilm Mega Mindy versus Rox, waarbij ze het opnemen tegen de superheld Mega Mindy. In het najaar van 2015 verscheen een miniserie Falen is geen optie (tevens Jacht op Roxkracht genoemd) op Ketnet. Deze telde vijf afleveringen van ongeveer tien minuten die als film gebundeld werden.
In 2024 maakte de hoofdcast van Rox een eenmalige comeback op de Studio 100 Sing Along in het Sportpaleis.

## Rolverdeling

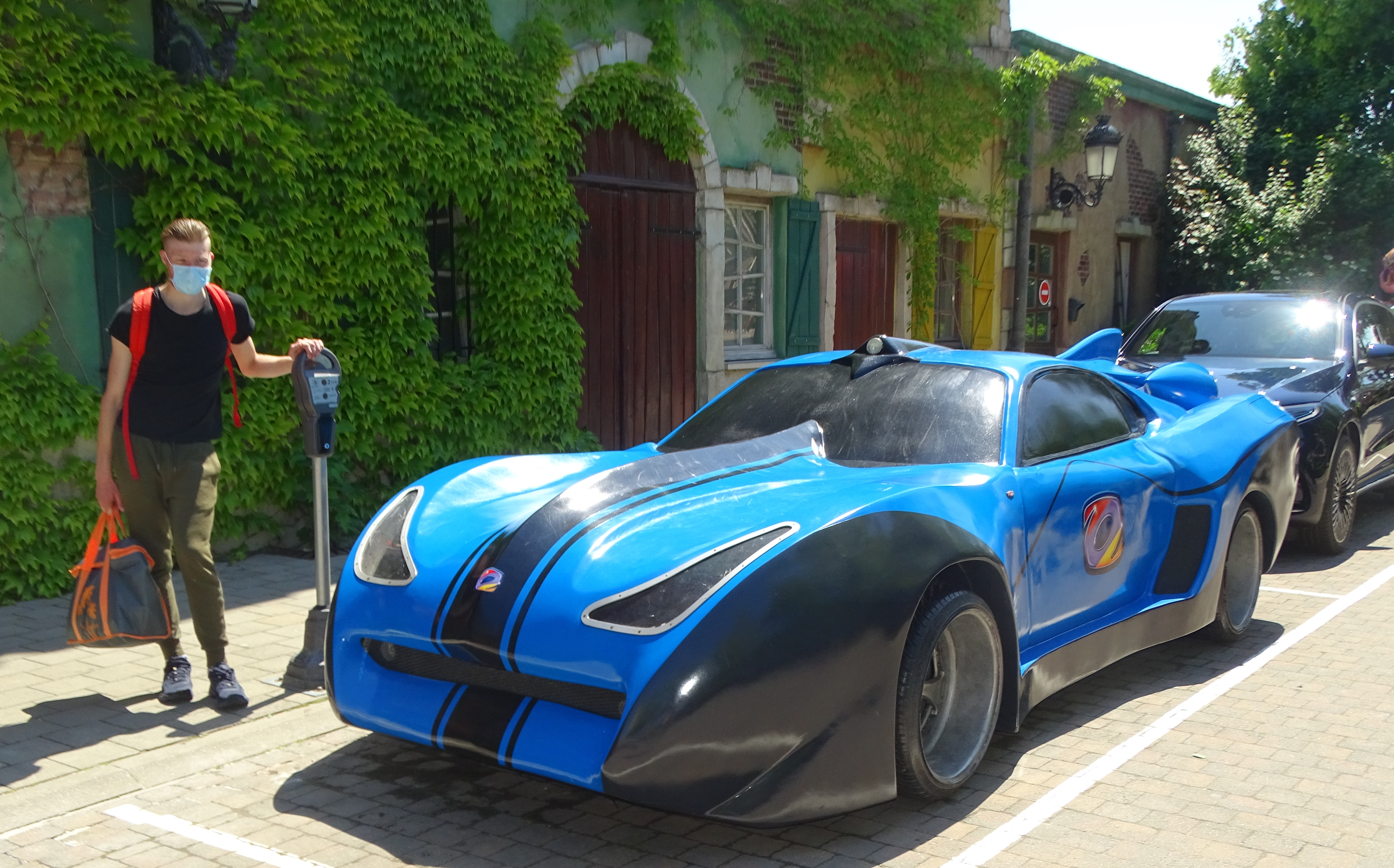
ROX.

| Acteur               | Personage      | Beschrijving |
| -------------------- | -------------- | --- |
| Jelle Florizoone     | Rick           | Rick is de jongste van het team. Desondanks is hij al een computergenie. Zijn ouders zijn gestorven en het team is alles wat hij nog heeft. Computers hebben geen geheimen voor hem, hij geraakt binnen in de best beveiligde netwerken. Op school gaat het minder goed, ondanks dat hij zo slim is. Rick haalt slechte punten op alle vakken behalve wiskunde en informatica. Hij moet geregeld uitvluchten verzinnen om weg te geraken van school en aan de slag te kunnen met het team.               |
| Jana Geurts          | Olivia         | Olivia is een knappe, intelligente vrouw. Vroeger was ze niet erg rijk. Ze heeft hard gewerkt om te geraken waar ze nu is. Dankzij haar intelligentie is ze erin geslaagd de juiste studiebeurzen te pakken te krijgen. Ze zit bij het team omdat het haar roeping is. Ze is tegen onrecht en ze houdt van avontuur. Olivia is iets jonger dan Xavier, maar veel rijper en verstandiger. Olivia eet en leeft gezond, simpelweg omdat ze dat aangenamer vindt. Haar sterkste punt zijn haar vermommingen. |
| Jeremy Vandoorne     | Xavier         | Xavier is een goed getrainde atleet. In bijna elke sport is hij goed, maar hij kan niet tegen zijn verlies. Xavier is de chauffeur van ROX. Hij heeft een haat-liefdeverhouding met de auto. Enerzijds geniet hij van de kracht ervan, anderzijds schelden ze elkaar geregeld uit. ROX kent namelijk het zwakke punt van Xavier: omdat hij nooit moest studeren door zijn rijke ouders, is hij niet erg slim. Hij zoekt altijd kicks en avontuur, die hij soms iets te veel vindt in zijn werk voor Rox. |
| Chris Van den Durpel | ROX (stem)     | ROX is een biologische superauto. De auto rijdt op oxygen, oftewel lucht, die hij uit de omgevingsatmosfeer haalt. Zijn naam betekent enerzijds Riding on OXygen en anderzijds Rick, Olivia en Xavier. Hij kan ontzettend lang blijven rijden en hij vormt geen belasting voor het milieu. Desondanks kan hij ook zonder lucht geraken of problemen ondervinden door slechte lucht. Daarnaast is hij ook de biologische mainframecomputer van het team.                                                  |
| Frans Maas           | Kolonel Arthur | Het team krijgt hun opdrachten van de Kolonel. Hij is een ex-militair van in de vijftig jaren oud. Hij is bevoegd voor de nationale veiligheid. Desondanks is hij een angstige zenuwpees die bang is om gezichtsverlies te moeten lijden. In de miniserie “Falen is geen optie” komen we er achter dat vóór team ROX hij samen met Jozefien en Zeno ‘team JAZ’ vormde, maar het team viel uit elkaar nadat Zeno zich tegen de rest keerde en een slechterik werd.                                        |
| Magda Cnudde         | Jozefien       | Jozefien is de huishoudster van het team. Haar bijnaam is Joske. Ze zorgt dat er eten op tafel staat en wast vuile kleren. Daarnaast biedt ze een luisterend oor voor Rick, Olivia, Xavier en ROX. Meestal hoeft ze zich niet te moeien met de missies van het team, maar in enkele situaties moet toch ook zij in actie treden. Vroeger vormde ze samen met de Kolonel en Zeno team JAZ. |

## Afleveringen

### Seizoen 1
| Aflevering (seizoen) | Aflevering (serie) | Titel       | Eerste uitzending Vlaanderen | Code  |  |
| --- | ------------------ | ----------- | ---------------------------- | ----- |  |
| 1 | 1                  | Sector 100  | 5 december 2011              | 01x01 |  |
| Gastacteurs: Bob De Moor, (minister) en Luc Springuel (kolonel De Vuyst) |                    |             |                              |       |  |
| 2 | 2                  | Mona Lisa   | 6 december 2011              | 01x02 |  |
| Gastacteurs: Michel Froget (Vince) en Sandrine André (Belle Bardot) |                    |             |                              |       |  |
| 3 | 3                  | Satelliet   | 7 december 2011              | 01x03 |  |
| Gastacteurs: Dries Vanhegen (Mister Gold), Jimmy Laureys (Mister Steal), Laurenz Hoorelbeke (Mister Silicon), Charlotte Anne Bongaerts (Miss Diamond) en Gunter Reniers (Buck) |                    |             |                              |       |  |
| 4 | 4                  | Giftig gif  | 8 december 2011              | 01x04 |  |
| Gastacteurs: Marc Bober (professor Nitriet) |                    |             |                              |       |  |
| 5 | 5                  | Stand-in    | 14 december 2011             | 01x05 |  |
| Gastacteurs: Govert Deploige (Kevin), Pieter Bamps (Lucas) en Leen Dendievel (Jessy)                                                                                           |                    |             |                              |       |  |
| 6 | 6                  | Containers  | 15 december 2011             | 01x06 |  |
| Gastacteurs: Anke Helsen (mevrouw Gretel), Sébastien De Smet (Fred), Bert Van Poucke (Pieter) en Hannelore Van Hove (Mieke)                                                    |                    |             |                              |       |  |
| 7 | 7                  | Slaap zacht | 21 december 2011             | 01x07 |  |
| Gastacteurs: Ben Van Hoof (sergeant-kok), Dirk Meynendonckx (drill-officier) en Ronny Daelman (luitenant De Creme)                                                             |                    |             |                              |       |  |
| 8 | 8                  | De clan     | 22 december 2011             | 01x08 |  |
| Gastacteurs: Kristof Verhassel (Rudolf) en Jan Van Hecke (Hugo) |                    |             |                              |       |  |
| 9 | 9                  | Bom Beton   | 26 december 2011             | 01x09 |  |
| Gastacteurs: Ronnie Commissaris (Alfred Nobelmans) en Ronald Van Rillaer (Joseph Bauwens)                                                                                      |                    |             |                              |       |  |
| 10 | 10                 | Ivoor       | 27 december 2011             | 01x10 |  |
| Gastacteurs: Joris Van Dael (Jean-Jacques Yvoir), George Arrendell (president Mdour) en Steven Colombeen (Charles)                                                             |                    |             |                              |       |  |
| 11 | 11                 | Gevangenis  | 28 december 2011             | 01x11 |  |
| Gastacteurs: Roger Baum (hoofdcipier) en Serve Hermans (Koen Raes) |                    |             |                              |       |  |
| 12 | 12                 | Rood licht  | 29 december 2011             | 01x12 |  |
| Gastacteurs: Victor Peeters (Willy), Steven De Lelie (Jack), Rudi Giron (Didier) en Randall Van Duytekom (Theo)                                                                |                    |             |                              |       |  |
| 13 | 13                 | Cyborg      | 30 december 2011             | 01x13 |  |
| Gastacteurs: Roel Vanderstukken (Lars Trigger), Olivier Bisback (cyborg) en Yves Caspar (Filip Geers)                                                                          |                    |             |                              |       |  |

### Seizoen 2
| Aflevering (seizoen)                                                                                             | Aflevering (serie) | Titel          | Eerste uitzending Vlaanderen | Code  |  |
| --- | ------------------ | -------------- | ---------------------------- | ----- |  |
| 1 | 14                 | Chemisch Afval | 23 september 2012            | 02x01 |  |
| Gastacteurs: Anne Somers (Els), Jenne Decleir (chauffeur Sven) en Theo Hijzen (Jasper)                           |                    |                |                              |       |  |
| 2 | 15                 | Virus          | 30 september 2012            | 02x02 |  |
| Gastacteurs: Marc Coessens (dokter Desmet), Debbie Crommelinck (verpleegster Sandrine) en Xavier Graff (Bert)    |                    |                |                              |       |  |
| 3 | 16                 | Motorbende     | 7 oktober 2012               | 02x03 |  |
| Gastacteurs: Ides Meire (Tommy) en Philipe Bernaerts (John)                                                      |                    |                |                              |       |  |
| 4 | 17                 | Klim           | 14 oktober 2012              | 02x04 |  |
| Gastacteurs: Gert Lahousse (eigenaar sportclub) en Han Coucke (Nicolas Klaus)                                    |                    |                |                              |       |  |
| 5 | 18                 | Internaat      | 21 oktober 2012              | 02x05 |  |
| Gastacteurs: Marie Verhulst (Chloë), Karlijn Sileghem (Sofia) en Kurt Defrancq (turnleerkracht Raf Scheers)      |                    |                |                              |       |  |
| 6 | 19                 | Music for food | 28 oktober 2012              | 02x06 |  |
| Gastacteurs: Eric Kempeneers (manager Steve), Jean Bosco Safari (Bobby George)                                   |                    |                |                              |       |  |
| 7 | 20                 | NV Apocalyps   | 4 november 2012              | 02x07 |  |
| Gastacteurs: Peter Thyssen (Adamo) en Jos Dom (ingenieur)                                                        |                    |                |                              |       |  |
| 8 | 21                 | Vliegveld      | 11 november 2012             | 02x08 |  |
| Gastacteurs: Eric Kerremans (Delvaux)                                                                            |                    |                |                              |       |  |
| 12 | 25                 | WO III         | 18 november 2012             | 02x09 |  |
| Gastacteurs: Rember Lutz (programmeur Arthur)                                                                    |                    |                |                              |       |  |
| 11 | 24                 | Spookdossiers  | 25 november 2012             | 02x10 |  |
| Gastacteurs: Daphne Wellens (kuisvrouw Evy), Sofie Vervloet (Griffier), Charley Pasteleurs (advocaat Renders)    |                    |                |                              |       |  |
| 9 | 22                 | Apenzaken      | 2 december 2012              | 02x11 |  |
| Gastacteurs: Wim Van de Velde (opzichter Frank), Rudi Delhem (Brutus)                                            |                    |                |                              |       |  |
| 10 | 23                 | Race           | 9 december 2012              | 02x12 |  |
| Gastacteurs: David Cantens (Robbie), Rik Willems (Benny), Maarten Ketels (Barry), Sandro Mastronardi (Willy)     |                    |                |                              |       |  |
| 13 | 26                 | Ninja          | 16 december 2012             | 02x13 |  |
| Gastacteurs: Ludo Hellinx (directeur X-con), Aaron Wan (Hachi) en Ronald Beer (Makoto), Ianthe Tavernier (Daisy) |                    |                |                              |       |  |

### Seizoen 3
| Aflevering (seizoen) | Aflevering (serie) | Titel                  | Eerste uitzending Vlaanderen | Code  |  |
| --- | ------------------ | ---------------------- | ---------------------------- | ----- |  |
| 1 | 27                 | Quad terreur           | 29 september 2013            | 03x01 |  |
| Gastacteurs: Herman Boets (Ernest), Maarten Claeyssens (Evert), Pascal Wouters (Lauri), Yoeri Lewijze (Cedric) en Michel Bauwens (Mark Deferme)                                                           |                    |                        |                              |       |  |
| 2 | 28                 | High security          | 6 oktober 2013               | 03x02 |  |
| Gastacteurs: Bianca Vanhaverbeke (journaliste) en Dirk Vermiert (bankdirecteur Servaes) |                    |                        |                              |       |  |
| 3 | 29                 | Let's Rox and babysit  | 13 oktober 2013              | 03x03 |  |
| Gastacteurs: Wim Stevens (Vladimir Stybart), Charley Pasteleurs (Goran Butros) en Jos Geens (Jozef Bidrovski)                                                                                             |                    |                        |                              |       |  |
| 4 | 30                 | 5 gouden Nero          | 20 oktober 2013              | 03x04 |  |
| Gastacteurs: Koen Monserez (bendeleider), Rik Hancké (Hendrik Van den Brande), Tom Viaene (steward op schip), Jacques Deraedt (baliemedewerker), Remi De Smet (Thomas) en Gust Gonzalez (lijfwacht)       |                    |                        |                              |       |  |
| 5 | 31                 | Valse agenten          | 27 oktober 2013              | 03x05 |  |
| Gastacteurs: Steven Roox (Harry), David Michiels (John), Mieke Bouve (commissaris Van Veggel) en Jeron Amin Dewulf (Ruud)                                                                                 |                    |                        |                              |       |  |
| 6 | 32                 | Stradivarius           | 3 november 2013              | 03x06 |  |
| Gastacteurs: Pepijn Caudron (violist Petrovic) en Pierre Callens (dirigent Fernand) |                    |                        |                              |       |  |
| 7 | 33                 | Voetbal                | 10 november 2013             | 03x07 |  |
| Gastacteurs: Steph Baeyens (verzorger Miel), Jan Buermans (trainer Donckers), Luk De Koninck (meneer Reinout) en Stef Poelmans (doelman Jordy)                                                            |                    |                        |                              |       |  |
| 8 | 34                 | Casino                 | 17 november 2013             | 03x08 |  |
| Gastacteurs: Noureddine Farihi (oliesjeik Al Bashir), Seppe Cosyns (Julio), Robbert Vervloet (Iglesias), Ron Cornet (Carlo Brandon)                                                                       |                    |                        |                              |       |  |
| 9 | 35                 | Verloren controletoren | 24 november 2013             | 03x09 |  |
| Gastacteurs: Rudy Goes (Nico), Rebecca Tanghe (Sisca) en Peter Van Gucht (hoofdverkeersleider) |                    |                        |                              |       |  |
| 10 | 36                 | Plezier en avontuur    | 1 december 2013              | 03x10 |  |
| Gastacteurs: Guillaume Devos (instructeur Pim), Michiel Janssens (Arno Zwaan) en Dirk Van de Merlen (Fred Zwaan)                                                                                          |                    |                        |                              |       |  |
| 11 | 37                 | Voedselinspectie       | 8 december 2013              | 03x11 |  |
| Gastacteurs: Iwein Segers (Benny Buiks), Günther Lesage (Dirk Hertens), Guido De Craene (directeur Molders) en Bianca Vanhaverbeke (journaliste)                                                          |                    |                        |                              |       |  |
| 12 | 38                 | Miss poes              | 15 december 2013             | 03x12 |  |
| Gastacteurs: Marlène de Wouters (Monika), Marc Stroobants (Deckers), Joëlle-Chloë Edelman (Miss Yvette), Shari Dewannemacker (Lady Rock), Bieke Bruneel (Miss September) en Lizzy Geyskens (Miss Oktober) |                    |                        |                              |       |  |
| 13 | 39                 | Atoomalarm             | 22 december 2013             | 03x13 |  |
| Gastacteurs: Erik Van Herreweghe (hoofdingenieur Sleeckx), Hans Van Cauwenberghe (Rudolf Zwartenbroeckx) en Maarten Bosmans (kolonel Bosmans)                                                             |                    |                        |                              |       |  |

### Seizoen 4
| Aflevering (seizoen) | Aflevering (serie) | Titel                              | Eerste uitzending Vlaanderen | Code  |  |
| --- | ------------------ | ---------------------------------- | ---------------------------- | ----- |  |
| 1 | 40                 | Red de zeehond                     | 5 oktober 2014               | 04x01 |  |
| Gastacteurs: Ken Verdoodt (Mark), Christophe Stienlet (Paul) en Evelien Lauwers (Charlotte)                                                                    |                    |                                    |                              |       |  |
| 2 | 41                 | Karting                            | 12 oktober 2014              | 04x02 |  |
| Gastacteurs: Steph Goossens (Karel), Jeroen Maes (Ronny) en Céline Verbeeck (Lucy)                                                                             |                    |                                    |                              |       |  |
| 3 | 42                 | Monsterstunt                       | 19 oktober 2014              | 04x03 |  |
| Gastacteurs: Erik Goris (Benny), Immanuel Lemmens (Fabio) en Jo Hens (Dave Devil)                                                                              |                    |                                    |                              |       |  |
| 4 | 43                 | Mosterdgas                         | 26 oktober 2014              | 04x04 |  |
| Gastacteurs: Brent Pannier (Janus), Lennart Lemmens (Goestav) Victor Peeters (Kapblock) en Pieter Piron (Magnetson)                                            |                    |                                    |                              |       |  |
| 5 | 44                 | Man en paard                       | 2 november 2014              | 04x05 |  |
| Gastacteurs: Ron De Rauw |                    |                                    |                              |       |  |
| 6 | 45                 | Oh krinkelende winkelende waterdam | 9 november 2014              | 04x06 |  |
| Gastacteurs: Jaak Van Assche (Guido Groothuyse) |                    |                                    |                              |       |  |
| 7 | 46                 | Skate kidz                         | 16 november 2014             | 04x07 |  |
| Gastacteurs: Jordi Rottier (Thibault), Astrid Sercu (Mirthe) en Gregory Van Damme (Marnix)                                                                     |                    |                                    |                              |       |  |
| 8 | 47                 | Waterballet                        | 23 november 2014             | 04x08 |  |
| Gastacteurs: Erik Burke (Frederik) en Katrien Vandendries (Liesbeth)                                                                                           |                    |                                    |                              |       |  |
| 9 | 48                 | Alle hens aan dek                  | 30 november 2014             | 04x09 |  |
| Gastacteurs: Gunter Reniers (Jean Cousteau), Joris Van Dael (Robert) en Peter Van Gucht (Minister van Transport)                                               |                    |                                    |                              |       |  |
| 10 | 49                 | Rally                              | 7 december 2014              | 04x10 |  |
| Gastacteurs: Walter Baele (wedstrijdomroeper), Jef Hoogmartens (Cas), Olga Leyers (Freya) en Thomas Van Goethem (Dex Devriese)                                 |                    |                                    |                              |       |  |
| 11 | 50                 | Weerstation                        | 14 december 2014             | 04x11 |  |
| Gastacteurs: Peter Bulckaen (Vermijn) en Ianthe Tavernier (Loesjenka)                                                                                          |                    |                                    |                              |       |  |
| 12 | 51                 | Oldtimers                          | 21 december 2014             | 04x12 |  |
| Gastacteurs: Bert Vannieuwenhuyse (Ivan Mergan) en Dries De Vis                                                                                                |                    |                                    |                              |       |  |
| 13 | 52                 | Werfkeet                           | 28 december 2014             | 04x13 |  |
| Gastacteurs: Lucas Tavernier (Boeynants), Bianca Vanhaverbeke (journalist), Eddy Vereycken (minister Vandeloo), Daisy Ip (bodyguard) en Sien Wynants (Marleen) |                    |                                    |                              |       |  |

### Miniserie
| Aflevering (seizoen)                                                              | Aflevering (serie) | Titel               | Eerste uitzending Vlaanderen        | Code          |  |
| --------------------------------------------------------------------------------- | ------------------ | ------------------- | ----------------------------------- | ------------- |  |
| 1 - 5                                                                             | 53 - 57            | Falen is geen optie | 21 december 2015 - 26 december 2015 | 05x01 - 05x05 |  |
| Gastacteurs: Peter Rouffaer (Zeno), Vic De Wachter (Jaz) en Fauve Geerling (Zita) |                    |                     |                                     |               |  |

## Trivia
- De auto die gebruikt is om ROX van te maken was een Toyota Supra A80.
- De serie bevat een aantal duidelijke gelijkenissen met James Bond en met The A-Team. Bijvoorbeeld in de intro, "[...] Als er niemand jou nog helpen kan, ja wie is je laatste redding dan [...]" bij Rox en "[...] If you have a problem, if no one else can help, and if you can find them [...]" bij The A-Team. Geavanceerde wagens zijn geen bijzonderheid bij James Bond, en Rox is ook een zeer geavanceerde wagen.
- Jelle Florizoone is bijna tien jaar jonger dan zijn tegenspelers Jana Geurts en Jeremy Vandoorne. Doordat Florizoone bij de meeste opnamen nog leerplichtig was, is zijn personage Rick de computerspecialist van de bende en is hij vanuit dat profiel meestal alleen te zien in de studio-opnamen. Geurts en Vandoorne zijn daarnaast ook aanwezig bij de buitenopnamen, die productioneel gezien meer tijd vergen.